# Liste der Naturdenkmale in Püttlingen
Die Liste der Naturdenkmale in Püttlingen nennt die auf dem Gebiet der Stadt Püttlingen im Regionalverband Saarbrücken im Saarland gelegenen Naturdenkmale.

## Naturdenkmale
| Bild            | Bezeichnung     | Ort                                                                         | Beschreibung                                                            | Art | Nr.                                |
| --------------- | --------------- | --------------------------------------------------------------------------- | ----------------------------------------------------------------------- | --- | ---------------------------------- |
| BW              | 1 Bergahorn     | Püttlingen 49° 18′ 40,7″ N, 6° 54′ 0″ O)                                    | An der St. Wendalinuskapelle, Ecke Mühlen–Hauptstraße                   |     | ND-193-RVS-PUE (ex: D 5.02.001 ND) |
| BW              | 1 Rosskastanie  | Püttlingen Köllerbach Rittenhofer Straße 1 49° 18′ 20,5″ N, 6° 53′ 26,5″ O) | Gefällt.                                                                |     | ND-194-RVS-PUE (ex: D 5.02.003 ND) |
| BW              | 3 Traubeneichen | Püttlingen 49° 17′ 46″ N, 6° 52′ 45,8″ O)                                   | Grünanlage Ecke obere Köllner Straße / Verbindungsstraße nach Schleiten |     | ND-195-RVS-PUE (ex: D 5.02.009 ND) |
| Fotos hochladen | 1 Eiche         | Püttlingen 49° 17′ 13,2″ N, 6° 53′ 1″ O)                                    | Am Hexenturm                                                            |     | ND-196-RVS-PUE (ex: D 5.02.015 ND) |
| BW              | 1 Linde         | Püttlingen Im Mühlengrund 14 49° 17′ 1,7″ N, 6° 52′ 46,9″ O)                |                                                                         |     | ND-197-RVS-PUE (ex: D 5.02.024 ND) |
| BW              | 1 Blutbuche     | Püttlingen 49° 16′ 32,2″ N, 6° 51′ 35,3″ O)                                 | Im ehemaligen Werksgelände am Mathildenschacht                          |     | ND-198-RVS-PUE (ex: D 5.02.033 ND) |
| BW              | 1 Rotbuche      | Püttlingen 49° 16′ 28,9″ N, 6° 54′ 11,5″ O)                                 | Hinter dem Schützenhaus am Hohberg. Gefällt.                            |     | ND-199-RVS-PUE (ex: D 5.02.049 ND) |